# San Francisco de Laishí
San Francisco del Laishí es una localidad argentina, cabecera del departamento Laishí, en la provincia de Formosa, ubicada a 70 km de la ciudad de Formosa sobre la RP 1.

## Historia
El Presidente de la Nación Argentina Julio Argentino Roca, autorizó a los Misioneros Franciscanos del Colegio "San Carlos", a fundar una Misión de indios en Formosa, el 10 de abril de 1900, en un Terreno de 74.000 has., con la finalidad de civilizar a los nativos, enseñarles a trabajar y facilitar a las industrias que necesitaban para su desarrollo. 
Laishí, se encuentra ubicada a 64 km., al suroeste de la capital de Formosa, sobre la Ruta Provincial Nº 1 (asfaltada) y a orillas del Río Salado; fue fundada por el Sacerdote Franciscano Fray Pedro Iturralde, el 25 de marzo de 1901 y después de haber logrado acabadamente el objetivo propuesto en el año 1950, la Comisaría General de los Misioneros Franciscanos de la Argentina solicita al Presidente de la Nación, Juan Domingo Perón, se dé por terminado el compromiso por los Padres Franciscanos en las Misiones de Laishí y Tacaaglé, es decir, que ambos establecimientos dejen de ser misiones indígenas. Y se comprometían a seguir prestando sus servicios espirituales a los demás habitantes de la zona, pedido avalado por el Obispo de Resistencia Nicolás De Carlo. 
En el año 1955 el Territorio Nacional de Formosa se Provincializa. 
El Interventor Federal a cargo del Poder Ejecutivo Provincial Sr. Guillermo De La Plaza, por Decreto Provincial Nº 698/57 se crea la Comisión de Fomento de San Francisco del Laishí. 
También en el año 1957, se aprueba la primera Constitución Provincial y el 16 de noviembre de 1958, por Decreto Provincial n.º 11.364, el presidente de la República Dr. Arturo Frondizi, convierte en realidad el pedido de las Franciscanos, dejando sin efecto las autorizaciones acordadas por el Gobierno Nacional para fundar misiones indígenas en Formosa. 
Pero ya Laishí había nacido a la vida institucional un año antes al decreto antes mencionado. 
Posteriormente por el Decreto Nº 698/57, se nombra a los miembros de la Comisión de Fomento, Sres.: Julio N. Mangini, Carlos Milan, Toribio Sánchez, Nunciado Roque Carcione y Germán Orquera, fueron nombrados estos caracterizados vecinos por el Interventor Federal a cargo del Poder Ejecutivo, Sr. Guillermo De La Plaza y refrendado por el ministro de Gobierno Sr. Rodolfo Carlos Bergonzi; y según Acta Nº 01/57 quedaron designados como: 
- Presidente: Nunciado Roque Carcione
- Vicepresidente: Germán Orquera
- Tesorero: Julio N. Mangíni
- Secretario: Toribio Sánchez
- Vocal: Carlos Milán

Carcione, de Excelente gestión, tuvo a su cargo numerosos proyectos concretados de suma relevancia en el ámbito del Planeamiento Urbano.
Seguidamente podemos mencionar a las siguientes personas que condujeron los destinos del Municipio del Laishí hasta la fecha como Presidentes de la Comisión de Fomento: 
- Justo Abel Giménez Sánchez
- Carlos Fernández Sosa
- Justo Pastor Cavia
- Toribio Sánchez
- Lucio Mario Mattei
- Lorenzo Gutiérrez
- Alberto Nennig
- Luciano Pineda
- Reinaldo Medina

Se aclara que el 22 de mayo de 1981, el gobernador de la Provincia Escribano Rodolfo Emilio Rhiner, designa Presidente de la Comisión de Fomento al Sr. Hugo Diego Muller, durante su gestión el 25 de noviembre de 1981, por Ley Nº 1123 del Gobernador citado anteriormente, crea la Municipalidad de Segunda Categoría de la localidad de San Francisco del Laishí, pudiendo afirmar que el Sr. Hugo Diego Muller, fue la primera persona que se desempeñó como Intendente Municipal nombrado por un gobierno de facto. Hasta la fecha esta Institución sigue con la misma Categoría. 
El 8 de septiembre de 1982, queda a cargo del Municipio el Sr. Ramón Alfredo Verón, secretario municipal de Hugo Diego Muller, por renuncia de este. Luego asume siempre por disposición del gobierno de facto el señor Lorenzo Gutiérrez.
El 10 de diciembre de 1983 asume la intendencia de San Francisco del Laishí el señor RAÚL ANÍBAL PETER, siendo el primer Intendente Democrático elegido por el pueblo de Laishí, y el más joven de la historia ya que asumió a los 30 años de edad.
- Alberto Nennig
- Gerónimo Muller
- Alberto Américo Casadei
- Pedro Antonio Golinsky
- Celina Orquera De Guanes
- Jaime Genes
- Enrique Franco
- Nerea Oviedo De Franco
- José Lezcano.

Desde el 7 de junio de 1996, el Municipio de San Francisco del Laishí, fue declarado "Municipio Ecológico", con la finalidad de proteger y conservar el medio ambiente y la defensa de la fauna y la flora, por Ordenanza Municipal Nº 36/96. 
El 25 de mayo de 1996 se elige el escudo correspondiente al Municipio Ecológico. 
La localidad de San Francisco del Laishí actualmente cuenta con aproximadamente 9.000 habitantes en su zona urbana, con cuatro comunidades aborígenes, ocho colonias rurales que son jurisdicción de este Municipio, obras de Gobierno Provincial y Municipal.

## La Ciudad
Se encuentra situada en la zona sur de la Provincia de Formosa, en el departamento Laishí, a 64 km de la ciudad de capital provincial, sobre la Ruta Provincial Nº 1 (asfaltada) y la ruta provincial alternativa Nª5 (sin asfalto), y al margen del Riacho Salado. 
Esta localidad fue fundada el 25 de marzo de 1901, por el Fray Pedro Iturralde (Franciscano), cuyo nombre San Francisco del Laishí fue impuesto en honor al Santo Patrono "San Francisco de Asís" y al cacique "Laishí", jefe de los originarios dueños de esas tierras. 
En los primeros años después de su fundación las casas eran construidas con materiales de la zona (palmas), material con que se construyó la primera capilla donde además funcionó la escuela en que se enseñaba a leer, escribir y la religión católica a los habitantes originarios. 
En el año 1905 el Fray Miguel Amondarain terminó de construir un puente de quebracho y urunday que era utilizado como puerto, donde se embarcaba en las chatas y vaporcitos los productos del Ingenio Azucarero (conocido como puente viejo). 
El Ingenio Azucarero con una estructura de ladrillos, madera y chapas fue un gran centro industrial, donde se producía, azúcar, harina de maíz, maíz pisado, miel de caña, cigarros, además se trabajaba en obraje y carpintería, la mano de obra era exclusiva de los aborígenes. El Ingenio dejó de funcionar en el año 1946. 
Se construyeron en distintas etapas los edificios que hoy es Monumento histórico Nacional, (Convento Franciscano). En este lugar funcionaba el Registro Civil, Farmacia, Almacén, centro telefónico, policía y otros. 
La Misión trajo el primer auto de la Provincia (Ford T) e inclusive tuvo su propio periódico. 
Después de los Sacerdotes Franciscanos, arribaron al pueblo las Hermanas Franciscanas, las cuales construyeron la Iglesia "Sagrado Corazón de Jesús" por donación privada, con un Convento utilizado por ellas como internado y para educar a las mujeres indígenas. Estos edificios fueron construidos por los inmigrantes italianos Blas Casadei (Constructor) y Fernando Casadei Mengui (Maestro Ebanista) y significan en la actualidad los edificios más vistosos del pueblo por su estilo europeo. Posteriormente en el mismo predio se adosó un colegio privado el "Santa Clara de Asís".
La Misión también tenía en sus inicios una banda de música integrada por aborígenes. 
El 7 de junio de 1996, esta localidad es declarada "Municipio Ecológico", donde se elige en un concurso el escudo que nos identifica. 
Actualmente tiene dos escuelas de EGB y Polimodal, (una de ellas es Técnica), tres escuelas de EGB 1 y 2, y un Instituto de Formación Docente. 
Cuenta con todos los servicios privados y públicos, Teléfono, TV por cable, Correo, Usina eléctrica, Registro Civil, Juzgado de Paz, Estación de Policía y Cajero automático. 
Además hay cuatro colonias aborígenes que son jurisdicción cada una con sus respectivas escuelas, que son - "Colonia El Naranjito, Laguna Gobernador, El Dorado y San Antonio". 
San Francisco del Laishí tiene aproximadamente 5.000 habitantes. Normalmente son personas sencillas de mucha cordialidad. 
En el lugar predomina el viento norte, caluroso, molesto y en compañía de mucha humedad, mientras que el viento sur es precursor de los cambios de tiempo fresco, lluvias y frío según la estación. El viento norte suele traer, en ocasiones, grandes y cortas tormentas o lloviznas en el inicio del otoño. 
La mayoría de los cursos de agua pasan bastante lejos de Laishí. El Riacho Salado sin embargo pasa lindando la localidad recibiendo a los visitantes. Se destacan también en otros lugares el Arroyo Magaick (en Toba: negro), el Riacho San Juan, el Riacho Pilagás, el Riacho Montelindo y también Esteros y Lagunas, siendo la más importante la Laguna Pirané, rodeada por el Estero homónimo y una series de bañados circundantes.

## Población
Cuenta con 4,628 habitantes (Indec, 2010), lo que representa un incremento del 5,5% frente a los 4,384 habitantes (Indec, 2001) del censo anterior.
| Gráfica de evolución demográfica de San Francisco de Laishí entre 1991 y 2010 |
|                                                                               |
| Fuente: Censos nacionales del INDEC                                           |

## Sitios de interés
- El Convento San Francisco es el núcleo de la Misión Franciscana. Parte del convento es museo donde se guardan armas de la Policía de Territorios Nacionales, un relicario, arcos y flechas, balas de cañón, Libro de Bautismos
- Camping Municipal

## Toponimia
Esta Misión Franciscana lleva el nombre del Santo Patrono de la Orden, y del supuesto cacique Laishí, del pueblo originario. La Misión fue centro principal de la región. Con el Padre Pedro Iturralde, los franciscanos fundaron una escuela, construyeron la capilla, instalaron talleres y fábricas, civilizando a los indios. Terminada la concesión, la Misión se disolvió; pero ya había una población que mantuvo el "San Francisco de Laishí". Otra versión asegura que el nombre origina del latín "Missio Laici", misión de los laicos por el rol que desempeñaron los miembros laicos de la tercera orden franciscana.

## Ruinas del Ingenio Azucarero y del Aserradero
Los Franciscanos, con trabajo de los originarios, produjeron en los años 1920 azúcar de 1.ª calidad, y cigarros fabricados por operarias originarias

## Como llegar
- Por aire: Aeropuerto Internacional Formosa, que dista a unos 60 km del lugar.
- Por tierra: Desde Buenos Aires por Ruta Nacional Nº 11 al norte hasta la localidad de Tatané donde inicia la Ruta Provincial formoseña Nº 1 que lleva directamente a San Francisco del Laishí.

Desde Salta por Ruta Nacional Nº 81 hasta Formosa, desde allí por Ruta Nacional Nº11 (hacia Resistencia y Buenos Aires) hasta la localidad de Tatané donde se debe abandonar la RN 11 para tomar la RP 1 hasta San Francisco del Laishí.
Desde Salta tomar la Ruta N.º 9 hasta Metan de ahí tomar la Ruta Nacional N.º 16 hasta la ciudad de Saenz Peña, hacer un tramo más por la misma ruta 16 hasta llegar a Quitilipi Chaco, tomar la Ruta Pcial N.º 4 que hace un empalme con la Ruta Pcial N.º 9 esta llega hasta Colonia Unidas Ruta Pcial N.º 7, Esta llega hasta General José de San Martín siempre en la provincia de Chaco. Desde General José de San Martín tomar la Ruta Pcial N.º 90 que llega hasta el Colorado Formosa, y de ahí hay un tramo por la Ruta Pcial N.º 1 de 80 km hasta llegar a la localidad de San Francisco del Laishí - Formosa.-
- Transporte Público de pasajeros: Empresa Godoy de ómnibus desde la terminal de ómnibus de Formosa, y Remisses de media distancia que salen desde la plazoleta en la intersección de calles Deán Funes y Av. 25 de Mayo (Esquina de la Catedral) de Formosa. Los remisses no poseen específicas identificaciones, debe preguntarse en el lugar. Se recomienda pernocte en la ciudad de Formosa ante la falta de estructura hotelera y gastronómica en la localidad.

## Parroquias de la Iglesia católica en San Francisco de Laishí
| Diócesis  | Formosa               |
| --------- | --------------------- |
| Parroquia | San Francisco de Asís |